# 村田彰子
村田彰子（むらた あきこ、1972年11月8日 - ）は歌手。アメリカ合衆国サウスカロライナ州出身。声量のあるパンチの効いた低音ボイスが特徴的。

## 概要
UMCボーカルアカデミーにてレッスンを積み、イベント出演の際、大御所アイク・ターナーにもその歌唱力の高さを認められ、1995年4月21日「気がつけば満月」でイースタンゲイルよりメジャーデビュー、日本人離れした圧倒的な高い歌唱力が評価された。その後シングル1枚、アルバム1枚をリリース。
1996年にfoolに改名し、トーラスレコードより「DANCE TONIGHT」という曲を発売。
1998年にfool&long hairsに改名し、インディーズでアルバムもリリース。

## BIOGRAPHY

### シングル
[以下イースタンゲイルより]
- 気がつけば満月
- ビジネスよりもI LOVE YOU - 『ダウンタウンDX』のエンディングテーマ。

[以下トーラスレコードより]
- DANCE TONIGHT　（FOOL名義）

### アルバム
[以下イースタンゲイルより]
- Find Out

[以下インディーズより]
- ID